# Daniel Gonzalo Giménez
Daniel Gonzalo Giménez (19 de febrero de 1977, Moreno, Buenos Aires, Argentina) es un exfutbolista argentino jugaba como delantero y su último club fue CSD Guaymallen del Torneo Federal B.

## Trayectoria
Su carrera es extensa, su apodo es el de "Tanque Giménez" destacado delantero y goleador, aunque tal vez nunca se pudo afianzar en la dura Primera División Argentina.
En 2010 jugó para el Club Atlético Defensores de Belgrano, equipo de la Primera B Metropolitana del fútbol argentino. En su estadía durante ese año y medio jugando para el dragón logró llevar al equipo a la final del Reducido en la cual, Defensores derrota al Club Nueva Chicago. Luego de ello se juega la promoción con Independiente de Mendoza en la cual los dos encuentros fueron empates en 0 de Local y 2-2 de visitante, manteniendo la permanencia el club mendocino y quedando Defensores a la puertas del ascenso. Daniel Giménez fue un refuerzo muy esperado por la gente del dragón que cada mercado de pases se pedía. Al llegar al club en su segundo ciclo la tribuna, más conocida como "la Techada" lo esperaba al grito de: " Mire, mire que locura, mire mire que emoción, ese es el Tanque Giménez, que volvió a DEFE para ser campeón". 
Pero en el equipo que está presente actualmente es en el Club Atlético Argentino de Mendoza, equipo del Argentino B del Fútbol Argentino.

## Clubes
| Club                    | País      | Año       | PJ  | Goles |
| ----------------------- | --------- | --------- | --- | ----- |
| San Miguel              | Argentina | 1995-1996 | 30  | 14    |
| Defensores de Belgrano  | Argentina | 1996-1998 | 62  | 24    |
| San Miguel              | Argentina | 1998-2001 | 82  | 26    |
| Independiente Rivadavia | Argentina | 2001-2002 | 31  | 13    |
| Godoy Cruz              | Argentina | 2002      |     |       |
| Atlético Rafaela        | Argentina | 2003      | 6   | 1     |
| Jorge Wilstermann       | Bolivia   | 2003      | 17  | 8     |
| Godoy Cruz              | Argentina | 2004-2006 | 102 | 41    |
| Instituto de Córdoba    | Argentina | 2006-2007 | 13  | 11    |
| Cobreloa                | Chile     | 2007-2008 | 19  | 6     |
| San Martín de San Juan  | Argentina | 2008      | 10  | 0     |
| Chacarita Juniors       | Argentina | 2008-2009 | 17  | 0     |
| Los Andes               | Argentina | 2009-2010 | 7   | 7     |
| Defensores de Belgrano  | Argentina | 2010-2011 | 18  | 12    |
| Racing de Córdoba       | Argentina | 2011-2012 |     |       |
| JJ Urquiza              | Argentina | 2012      | 2   | 1     |
| Argentino de Mendoza    | Argentina | 2013      |     |       |
| Unión Villa Krause      | Argentina | 2014      |     |       |
| CSD Guaymallen          | Argentina | 2014-2016 |     |       |

## Palmarés

### Campeonatos nacionales
| Título                           | Club                   | País      | Año  |
| -------------------------------- | ---------------------- | --------- | ---- |
| Apertura B Nacional              | Godoy Cruz             | Argentina | 2005 |
| Reducido B Metropolitana 2010/11 | Defensores de Belgrano | Argentina | 2011 |